# Brasil Kirin

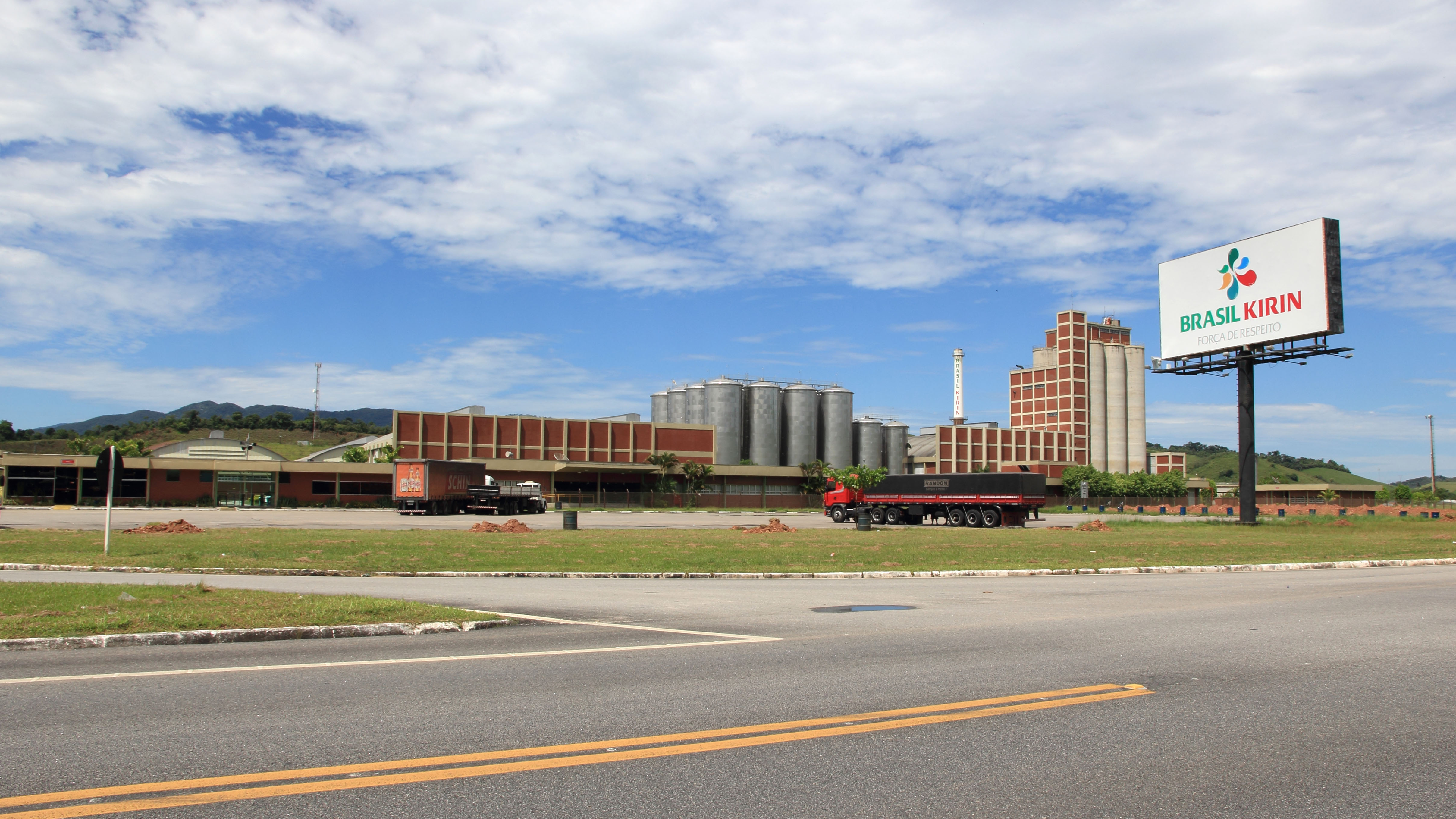
Fábrica da Brasil Kirin em Cachoeiras de Macacu.

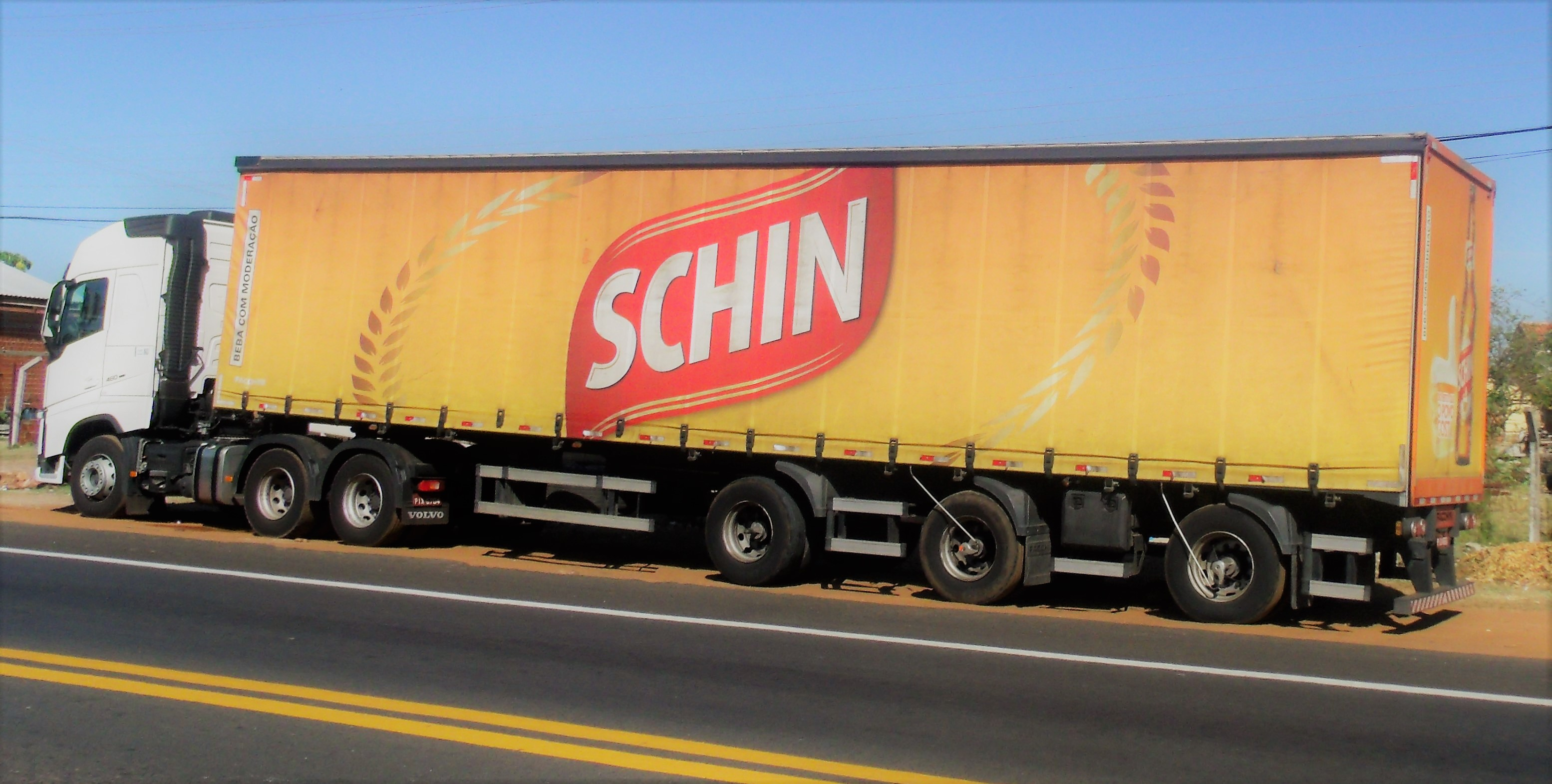
Caminhão carreta da Schin na BR-343.

A Brasil Kirin foi uma empresa de bebidas fruto de uma fusão da antiga empresa brasileira Schincariol com a japonesa Kirin Holdings Company. Iniciou suas atividades na indústria de bebidas produzindo refrigerantes e, posteriormente, estendeu sua participação para o mercado de cervejas.
No mercado de cervejas, foi proprietária das marcas Schin, Glacial, Cintra, Baden Baden, Devassa e Eisenbahn. A empresa concorria com a AmBev e o Grupo Petrópolis, além de outras microcervejarias brasileiras.

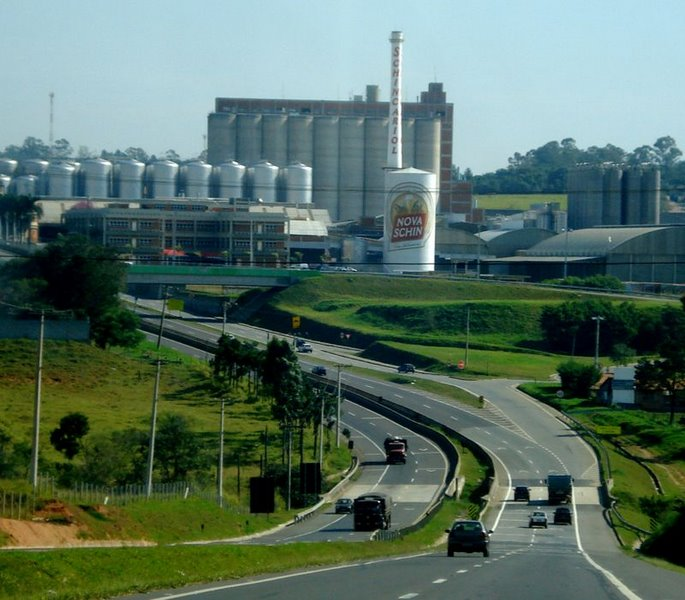
Fábrica da Schincariol quando em Itu.

Em 2011, o Grupo Schincariol foi vendido para o grupo japonês Kirin Holdings Company, com sede mundial em Tóquio, no Japão, surgindo a Brasil Kirin. Poucos anos mais tarde, a empresa anunciou que encerraria suas atividades no país, devido à crise econômica no país. Deste modo, em fevereiro de 2017, a Brasil Kirin foi vendida à cervejaria Heineken. Em 1 de junho do mesmo ano, a Heineken anunciou ao mercado a finalização da compra e o início da integração das duas empresas, e encerrando toda publicidade da marca anterior nas mídias sociais.

## História

Logo da Schincariol

A empresa foi fundada em 1939 por Primo Schincariol, paulista natural de Capivari, filho de imigrantes italianos. 
A Schincariol iniciou suas atividades produzindo o refrigerante Itubaína com sabor tutti-frutti. Em 1989, a empresa passou a produzir cervejas. Chegou a contar com treze unidades fabris, sendo a matriz na cidade de Itu.
Além de atender o Brasil, a empresa exportava para os países do Mercosul, Europa e Ásia.
Em 2003, José Nelson Schincariol é assassinado em Itu e seu filho Adriano assumiu a presidência.

### Compra do Grupo Schincariol pela Kirin Holdings
Em 2011 a Kirin Holdings Company, do Japão, anunciou a compra de parte majoritária ou seja, 50,45% das ações da cervejaria brasileira Schincariol, por R$ 3,95 bilhões.
No final do mesmo, o CADE aprova a venda de 100% da empresa para Kirin Holdings por R$ 7,3 bilhões.
Em 2012 a Schincariol passa a se chamar Brasil Kirin.
Em 2012, Gino Di Domenico substituiu Adriano Schincariol na presidência da empresa.

### Crise econômica e compra pela Heineken
Em fevereiro de 2017, a cervejaria Heineken anunciou um acordo com o Kirin Company para a compra da sua subsidiária brasileira Brasil Kirin. O país sentia os efeitos da crise econômica iniciada em 2014. A companhia emitiu o seguinte comunicado:
| “ | Levando em conta os riscos associados à economia brasileira e a situação da concorrência em um mercado estancado, a Kirin chegou à conclusão de que seria difícil transformar o Brasil Kirin em uma atividade rentável | ” |

O valor do acordo foi de 664 milhões de euros (equivalente a 704 milhões de dólares estadunidenses ou 2,2 bilhões de reais, na cotação da época).
Em maio de 2017, o CADE aprovou a venda da Brasil Kirin para Heineken, tornando-a a segunda maior cervejaria brasileira.

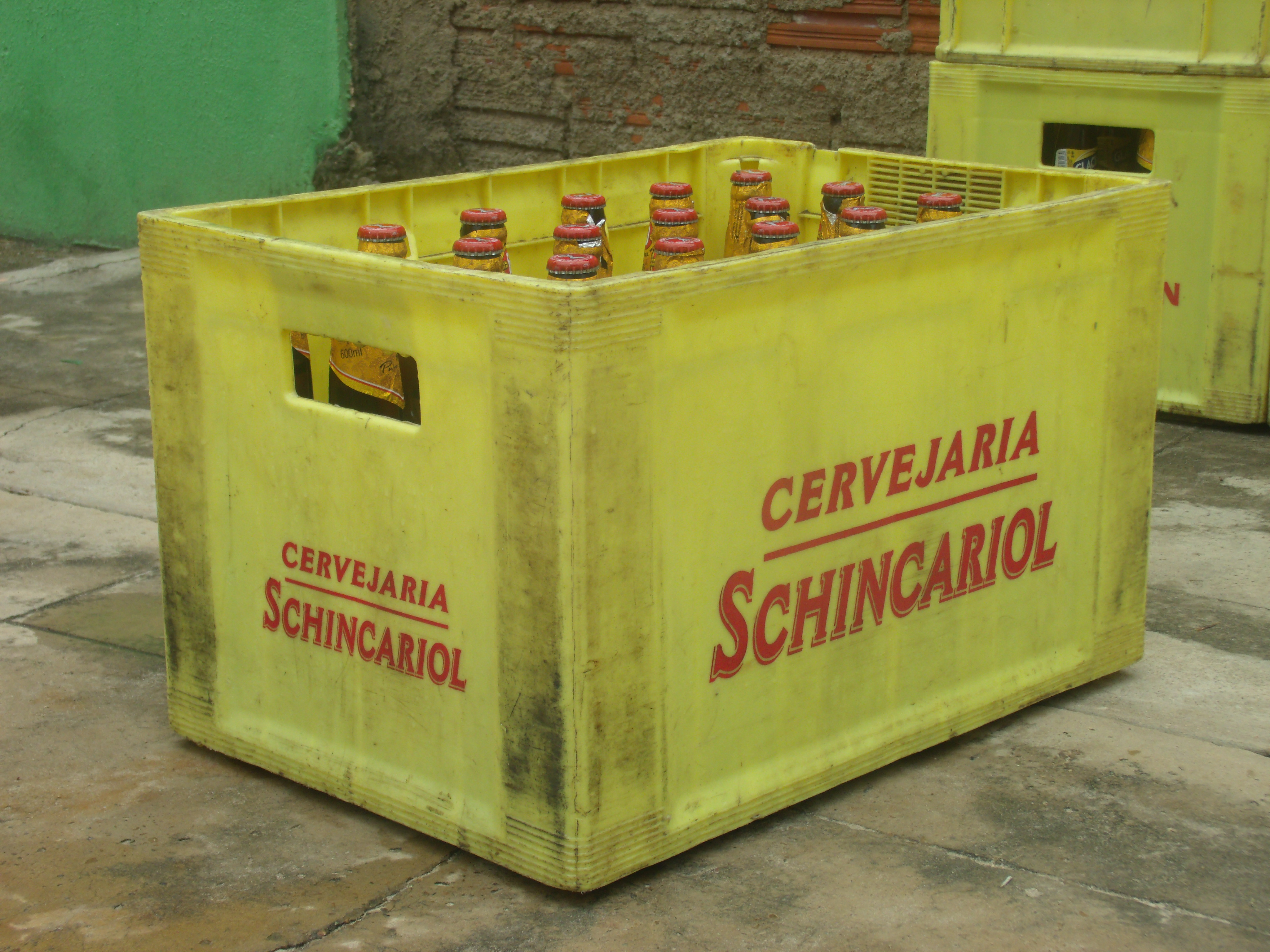
Caixa de cerveja com a denominação antiga da marca.

## Produtos
A Brasil Kirin possuía em sua linha de produtos:
- Cervejas: Schin, Malta (Pilsen, Malzbier, Munich e Zero Álcool), Glacial, Cintra, Baden Baden, Devassa e Eisenbahn.
- Refrigerantes: Schin (citrus, uva, limão, laranja, guaraná, cola), Itubaína, Maçã, Tônica, Guaraná Zero, Cola Zero, Fibz Kirin (refrigerante com fibras) de cola e também de guaraná;
- Suco de frutas: Skinka e Fruthos;
- Água mineral: Schincariol (com e sem gás);
- Energéticos: ecco! "K" energy drink.

## Campanhas publicitárias
Em 2003, a companhia Schincariol lançou a campanha "Experimenta!", onde um fiel bebedor de cerveja tenta evitar provar a Nova Schin. Ele acaba sendo convencido pelo garçom e por uma multidão de gente que grita "Experimenta!". Ao final, aparece o cantor Zeca Pagodinho, que prova o novo produto e aprova.
Desde 2007, a Schincariol tinha como garota-propaganda a cantora baiana Ivete Sangalo.
No futebol, patrocinou o Ituano, clube da cidade de Itu, onde ficava a matriz da empresa. 
O patrocínio do clube seguiu até 1997, com o encerramento das atividades da empresa. Em 2002, patrocinou o time de futebol Portuguesa.
Em 2014, patrocinou e nomeou um time de futsal da cidade de Sorocaba, na época, ganhou o nome de Futsal Brasil Kirin. Também foi responsável pelo time de voleibol da cidade de Campinas, entre os anos de 2013 a 2017, conhecido na época como Vôlei Brasil Kirin.